# Francis Louis Fassitt
Francis Louis Fassitt, né le 14 mars 1859 à New York et mort le 4 novembre 1928 à Nice, est un joueur de tennis américain.

## Biographie
Fils de Louis Fassitt, physicien, et de Marie Louise Mortimer, il habitait au 45 Wall Street à New York. Il a étudié à Lausanne entre 1875 et 1879.
Il a atteint la finale de la deuxième édition du Championnat de France de tennis en 1892 contre Jean Schopfer.
Vers 1898, il part rejoindre sa mère à Nice qui s'y est installée pour raisons de santé. Il y meurt dans son domicile du 20 rue Cronstadt.

## Palmarès (partiel)

### Finale en simple messieurs
| No | Date | Nom et lieu du tournoi       | Catégorie | Surface      | Vainqueur     | Score         |  |
| -- | ---- | ---------------------------- | --------- | ------------ | ------------- | ------------- |  |
| 1  | 1892 | Championnat de France, Paris |           | Terre (ext.) | Jean Schopfer | 6-2, 1-6, 6-2 |  |